# Чапрашикова къща (Александър Чапрашиков)
 Тази статия е за къщата на Александър Чапрашиков.  За къщата на брат му Крум, която също е паметник на културата, вижте Чапрашикова къща (Крум Чапрашиков).  
Чапрашиковата къща e известна архитектурна постройка в центъра на София. Обявена е за паметник на културата с местно значение в „Държавен вестник“, брой 40 от 1978 година (№ 333).

## Местоположение
Сградата е разположена на адрес булевард „Евлоги и Христо Георгиеви“ № 125.

## История
Емблематичната софийска сграда е построена от видния общественик Александър Чапрашиков от североизточния македонски град Горна Джумая. Чапрашиков харчи разточително за построяването ѝ. Дело е на видните архитекти Иван Васильов и Димитър Цолов, като заедно със Сградата на Университетската библиотека, маркира прехода в тяхното творчество от историзъм към реализъм.
След Деветосептемврийския преврат в 1944 година сградата е национализирана. По-късно в нея се помещава Полското търговско представителство.

## Описание
Сградата е представителна постройка в стил на разкошна италианска средиземноморска вила. Има проста и изискана архитектура. Прозорците са увенчани с елегантни женски глави.